# Limnephilus discolor
Limnephilus discolor är en nattsländeart som först beskrevs av Banks 1901.  Limnephilus discolor ingår i släktet Limnephilus och familjen husmasknattsländor. Inga underarter finns listade i Catalogue of Life.